# Agurne Barruso
Agurne Barruso Lazkano (Vergara, 1969) es una filóloga y expolítica guipuzcoana y trabaja en la dirección de la asociación Ikastolen Elkartea.

## Biografía y trayectoria
Licenciada en Filología Vasca, ha investigado en la metodología para promover la normalización lingüística en las instituciones y la idoneidad lingüística a utilizar en la educación. Ha sido miembro de la fundación Elhuyar y también ha trabajado en la investigación sobre metodologías de participación ciudadana.
Fue alcaldesa de Vergara de 2007 a 2011 por el partido Acción Nacionalista Vasca. Anteriormente había sido concejal en la oposición en el equipo de José Luis Elkoro, con Herri Batasuna, y en las elecciones de 2015 volvió a ser candidata a la alcaldía por EH Bildu. Durante su etapa como alcaldesa tomó numerosas medidas sociales, como la destinada a las viudas con bajos salarios.
Además, en 2013, siendo técnica de participación ciudadana en la Diputación Foral de Guipúzcoa, fue nombrada jefa de gabinete del Diputado General de Guipúzcoa Martín Garitano en sustitución de Juan Karlos Alduntzin.
Durante siete años (2017-2024) fue directora de la ikastola Armentia, de Vitoria, cargo al que renunció en enero de 2024 para ser directora de la asociación Ikatoleen Elkartea.
Ha sido colaboradora del semanario Goiena.